# Barrio de las Delegaciones de Pekín

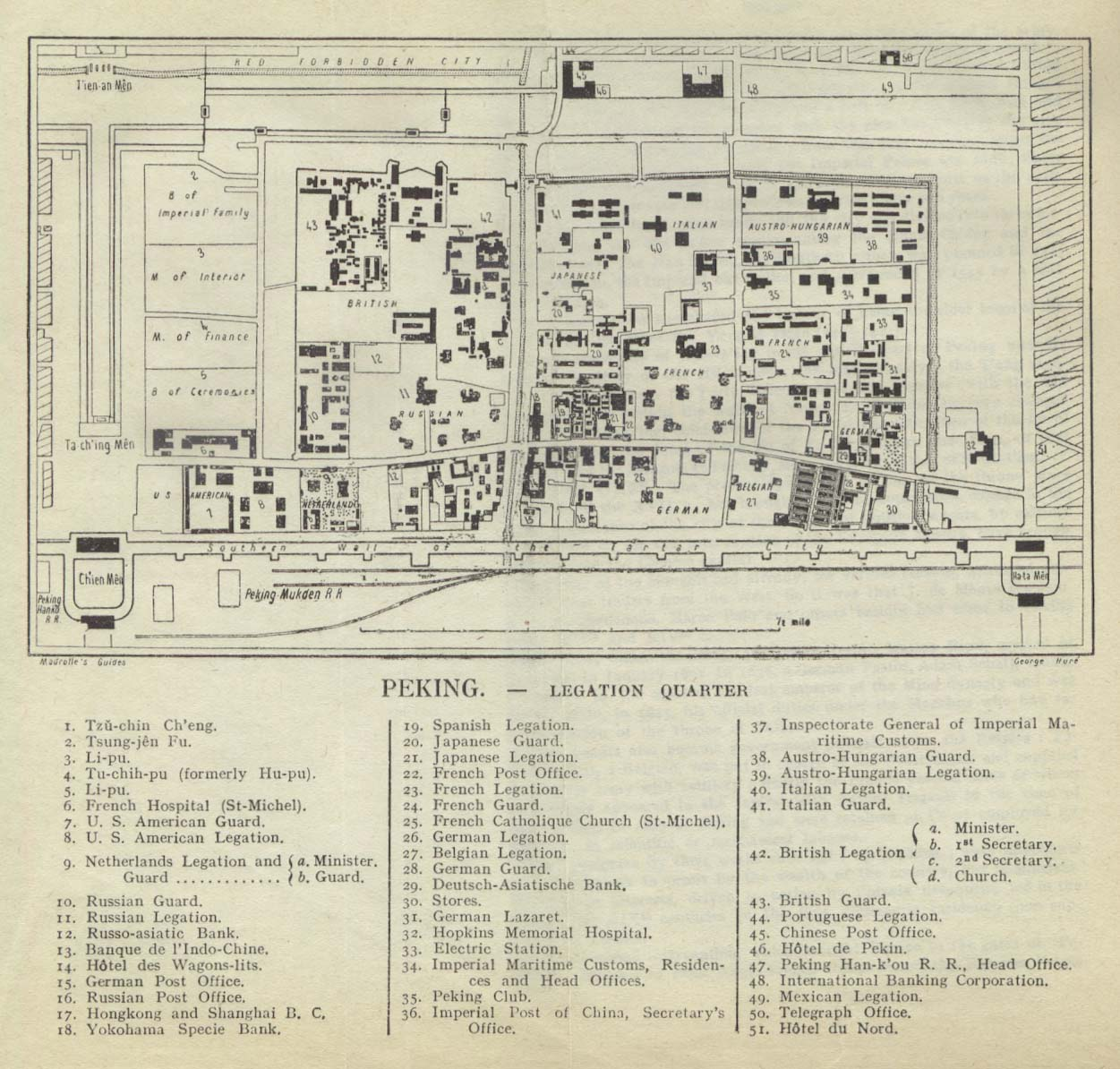
Mapa del barrio de las delegaciones de Pekín (1912), La delegación española es el nº19.

El barrio de las delegaciones era un área del antiguo Pekín donde se concentraba un importante número de legaciones extranjeras que se ubicaron aquí entre 1861 y 1949. En chino, la zona es conocida como Dōng jiāomín xiàng (東交民巷), que es el nombre de los hutong (carril o pequeña calle que forman barrios) a través de la zona. Está localizada inmediatamente al este de la Plaza Tiananmen. Este fue el lugar donde los extranjeros de Pekín y los chinos cristianos se refugiaron de los bóxer en 1900. Después de la rebelión de los bóxer, el barrio quedó bajo la jurisdicción de países extranjeros con legaciones diplomáticas (más tarde llamadas "embajadas") en él. Sus residentes estaban exentos de la ley china. En el barrio vivían numerosos extranjeros diplomáticos, militares, estudiosos, artistas, sinófilos y turistas. La conquista por las tropas comunistas el 24 de enero de 1949 terminó con su estatus especial, y con la retirada de las legaciones extranjeras que seguían reconociendo a la República de China. Mientras que las embajadas de los países que reconocieron a la nueva República Popular China fueron trasladas al barrio de Sanlitun. El Gran Salto Adelante y otros eventos de la China comunista, supuso que la mayoría de los edificios de estilo europeo del barrio fueron demolidos.
Durante la dinastía Yuan, el barrio era la ubicación de la oficina imperial de impuestos y las autoridades aduaneras, por su proximidad al Gran Canal, treinta kilómetros al este, a donde llegaban el arroz y cereales del sur. Durante la dinastía Ming, varios ministerios se trasladaron allí, incluido el Ministerio de Ritos, que estaba a cargo de los asuntos diplomáticos. Se construyeron varios albergues para las misiones que venían a cobrar el tributo imperial de Vietnam, Corea, Mongolia y Birmania.
El gobierno chino había negado durante mucho tiempo a europeos y estadounidenses una presencia diplomática en la capital imperial. Sin embargo, la Convención de Pekín tras la derrota china en la segunda guerra del Opio de 1856-1860, requirió del gobierno de la dinastía Qing el permiso para que representantes diplomáticos vivieran en Pekín, y el área fue la elegida para el establecimiento de las legaciones extranjeras.